# 钱传范
钱传范（1930年11月21日—2022年2月7日），女，浙江嘉兴人，中国农药及农用化学制剂专家，曾任北京农业大学教授、博士生导师。

## 生平
1930年11月21日生于沈阳。她的父亲早年在商务印书馆工作。1948年高中毕业后就读于上海沪江大学化学系，1949年转入清华大学农化系，1950年院校调整转入北京农业大学，1953年毕业后留校任教。1956年至1957年，在北京俄语学院学习1年后赴苏联列宁农业科学院植物保护研究所学习，1961年获副博士学位，返校任助教。曾任农药教研组主任、农药残留研究室主任，并兼任农化系党总支委员、支部书记、农业应用化学系工会主席等职。1985年晋升教授，1990年获评博士生导师。1991年获国务院政府特殊津贴。2022年2月7日17时30分在北京逝世。

## 学术贡献
钱传范从事农药及农用化学制剂的教学和科研工作。所研究的“农药安全使用标准”获1985年国家科技进步二等奖。